# Un Noël très très gay
Pour plus de détails, voir Fiche technique et Distribution.
Un noël très très gay (Make the Yuletide Gay) est un film de Noël comédique et romantique américain de Rob Williams, sorti en 2009. Il sort en DVD en France le 3 mars 2010.
Le titre original est extrait de la chanson de Noël Have Yourself a Merry Little Christmas chantée par Judy Garland en 1944.

## Synopsis
Avec l'arrivée des vacances de Noël, Olaf et son petit ami Nathan vont passer les fêtes chacun dans sa famille. Mais les parents de Nathan partent en croisière et le laissent seul. Il décide alors de rejoindre Olaf chez ses parents, croyant qu'ils sont au courant de l'homosexualité de leur fils. Mais ce dernier n'a jamais osé leur en parler et se fait passer pour hétérosexuel auprès d'eux.

## Fiche technique
- Scénario : Rob Williams
- Réalisation : Rob Williams
- Musique : Austin Wintory, chansons de Jake Monaco
- Photographie : Ian McGlocklin
- Montage : Denise Howard
- Production : Rodney Johnson, Matthew Montgomery, Rob Williams
- Durée : 89 minutes

## Distribution
- Keith Jordan : Olaf 'Gunn' Gunnunderson
- Adamo Ruggiero : Nathan Stanford
- Hallee Hirsh : Abby Mancuso
- Kelly Keaton : Anya Gunnunderson
- Derek Long : Sven Gunnunderson
- Alison Arngrim : Heather Mancuso
- Ian Buchanan : Peter Stanford
- Gates McFadden : Martha Stanford

## Récompenses
- Prix du public au festival FilmOut de San Diego et au festival du film LGBT de Séoul en 2009.
- Prix du jury au festival du film gay et lesbien de Long Island en 2009.
- Favori du festival Philadelphia QFest en 2009.